# Sääse (Tallinn)
Sääse is een subdistrict of wijk (Estisch: asum) binnen het stadsdistrict Mustamäe in Tallinn, de hoofdstad van Estland. De wijk telde 8.940 inwoners op 1 januari 2020. De oppervlakte is 0,61 km²; dat betekent ongeveer 14.700 inwoners per km². De wijk grenst met de wijzers van de klok mee aan de wijken Lilleküla, Siili, Mustamäe en Kadaka.
De grenzen van de meeste wijken van Tallinn worden gevormd door wegen; in Sääse zijn dat de Tildri tänav, de Sõpruse puiestee, de A.H. Tammsaaere tee en de Mustamäe tee.

## Geschiedenis

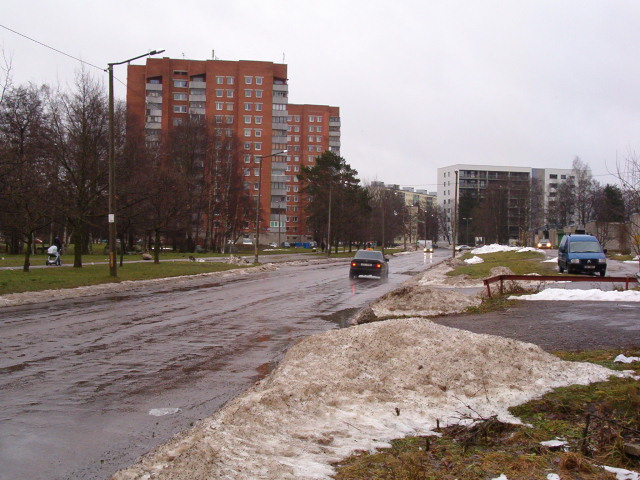
Hoogbouw in Sääse

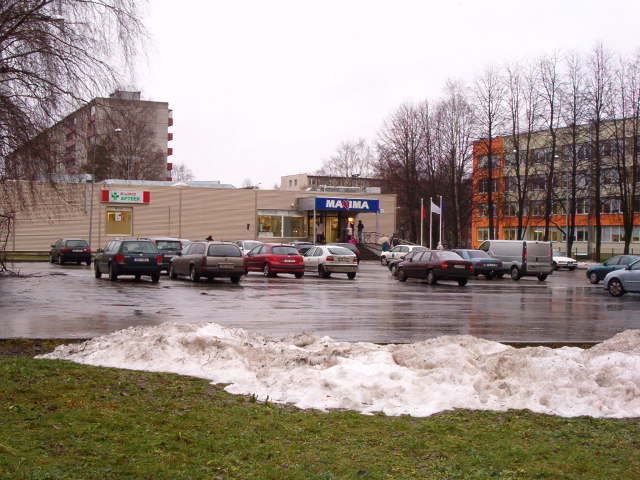
Het winkelcentrum Sääse Keskus

De naam van de wijk is een verbogen vorm van sääsk, ‘mug’. In 1901 werd een ‘Muggenstraat’ aangelegd. Die naam verdrong de vroegere naam Rabaküla (‘moerasdorp’). Een klein deel van dat oude en tamelijk armelijke dorp is bewaard gebleven.
Net als in de andere wijken in het district Mustamäe begon men in de jaren zestig van de 20e eeuw in Sääse met de bouw van  flats volgens het Plattenbauprincipe. De wijk werd opgezet naar het idee van het microdistrict: groepen woongebouwen die onderling waren gescheiden door groengordels en wegen. In Sääse komen twee typen flats het meest voor: flats met vijf en flats met negen woonlagen. In de jaren zeventig was de transformatie van de wijk voltooid.
Een groot deel van de flats is inmiddels opgeknapt. In de 21e eeuw zijn er een paar moderne, luxueuze appartementsflats bijgebouwd.
De wijk heeft een klein winkelcentrum, Sääse Keskus. Er is ook een dependance van de Nationale Bibliotheek van Estland gevestigd.

## Vervoer
De wegen die de grenzen van de wijk vormen, zijn meteen ook de drukste verkeerswegen.
Over de Mustamäe tee rijden de trolleybuslijnen 1 en 5 (naar het warenhuis Tallinna Kaubamaja in het centrum van Tallinn, respectievelijk het Baltische Station). Over de Sõpruse puiestee  rijden de trolleylijnen 3 (naar het warenhuis Tallinna Kaubamaja) en 4 (naar het Baltische Station).
Daarnaast komen diverse buslijnen door de wijk.
Kadaka · Mustamäe · Sääse · Siili